# Гагариха (Вологодская область)
Гагариха — деревня в Тотемском районе Вологодской области.
Входит в состав Вожбальского сельского поселения, с точки зрения административно-территориального деления — в Вожбальский сельсовет.
Расстояние по автодороге до районного центра Тотьмы — 51 км, до центра муниципального образования деревни Кудринская — 6 км. Ближайшие населённые пункты — Залесье, Исаево, Паново.
По переписи 2002 года население — 1 человек.